# Episodi di Un caso per due (venticinquesima stagione)
La venticinquesima stagione della serie televisiva tedesca Un caso per due, composta da 12 episodi, è andata in onda in Germania sul canale ZDF a partire dal 7 gennaio 2005.
| nº | Titolo originale      | Titolo italiano          | Prima TV Germania | Prima TV Italia |
| -- | --------------------- | ------------------------ | ----------------- | --------------- |
| 1  | Auge um Auge          | Le persone più care      | 7 gennaio 2005    |                 |
| 2  | Tod im Hochhaus       | Una carriera in pericolo |                   |                 |
| 3  | Romanze in Schwarz    | Senza lieto fine         |                   |                 |
| 4  | Graffiti              | Graffiti                 |                   |                 |
| 5  | Tödliche Verbindungen | Il quarzo rosa           |                   |                 |
| 6  | Juwelen               | Grossi guai per Matula   |                   |                 |
| 7  | Die letzte Chance     | Il mercato del bricolage |                   |                 |
| 8  | Die schöne Tote       | Fuga dal passato         |                   |                 |
| 9  | Die Macht der Liebe   | Doppia vita              |                   |                 |
| 10 | Zerbrochene Träume    | Sogni infranti           |                   |                 |
| 11 | Das gestohlene Leben  | Narcisi bianchi          |                   |                 |
| 12 | Tod eines Buchhalters | Truffe immobiliari       |                   |                 |